# Noel Saw Naw Aye
Noel Saw Naw Aye (ur. 14 lutego 1969 w Saukwaigyi) – birmański duchowny rzymskokatolicki, biskup pomocniczy Rangunu od 2021.

## Życiorys
Święcenia kapłańskie przyjął 18 marca 1995 i został inkardynowany do archidiecezji Rangunu. Był m.in. sekretarzem arcybiskupim, koordynatorem projektów duszpasterskich w archidiecezji, pracownikiem ośrodka edukacyjnego dla młodzieży oraz archidiecezjalnym prokuratorem.
10 listopada 2020 roku papież Franciszek mianował go biskupem pomocniczym Rangunu ze stolicą tytularną  Methamaucum. Sakry biskupiej udzielił mu 14 lutego 2021 kardynał Charles Maung Bo – arcybiskup Rangunu.